# Coaticook (regionalna gmina hrabstwa)
Coaticook – regionalna gmina hrabstwa (MRC) w regionie administracyjnym Estrie prowincji Quebec, w Kanadzie. Stolicą jest miasto Coaticook. Składa się z 12 gmin: 2 miast, 9 gmin i 1 kantonu.
Coaticook ma 18 847 mieszkańców. Język francuski jest językiem ojczystym dla 88,9%, angielski dla 10,2% mieszkańców (2011).